# Датско-шведская война (1675—1679)
Датско-шведская война 1675—1679, также война за Сконе, Сконская война (дат. Skånske Krig, швед. Skånska kriget) — война между Данией и Швецией, проходившая главным образом на территории провинции Сконе.

## Причины
Причиной военного конфликта стало желание Дании вернуть себе провинцию Сконе, утраченную после датско-шведской войны 1657-1658 годов.

## Внешнеполитическая обстановка
В 1672 году началась франко-голландская война, в которой на стороне Франции выступила Англия и Швеция. В 1673—1674 годах сложилась антифранцузская коалиция, в которую вошли Нидерланды, император Священной Римской империи, бо́льшая часть германских князей, Бранденбург, Испания и Дания. В июне 1675 года шведы потерпели в сражении при Фербеллине поражение от бранденбургских войск. Это поражение разрушило миф о непобедимости шведов и вызвало в Дании реваншистские настроения.

## Ход войны
2 сентября 1675 года Дания объявила Швеции войну.

### 1675 год
Война на море
9 октября 1675 года риксадмирал Густав Отто Стенбок с флотом, насчитывавшим 58 вымпелов, вышел в море, чтобы высадить десант в шведской Померании. Первый же шторм показал, что шведский флот находится в жалком состоянии, вследствие чего он был вынужден вернуться обратно в Даларё.
Война на суше
В сентябре и октябре бранденбургские и датские войска вступили в шведскую Померанию. Датчане заняли Висмар и Бремен-Верден, бранденбуржцы — Штеттин. В это же время войска датского наместника Гюлленлёве вторглись из Норвегии в Бохуслен и Вестеръётланд.

### 1676 год
Война на море
За зиму шведы сумели вооружить 26 линейных кораблей, 8 фрегатов, 8 бригов, 6 брандеров и 13 купеческих судов. 19 мая их флот под командованием Лоренца Кройца вышел из шхер. 25 мая в 10 милях от Ясмунда шведы заметили датский флот, которым командовал Нильс Юль, и вступили с ним в бой. В результате Ясмундского сражения потери шведов составили полсотни человек и один небольшой корабль, датские потери также не превышали полсотни человек.

1 июня объединённый датско-голландский флот под командованием голландского адмирала Корнелиса Тромпа возле Эланда нанёс шведам ещё одно поражение. Шведский флот потерял в сражении пять кораблей и среди них 126-пушечный «Стура Крунан». Людские потери составил 2000 человек убитыми и ранеными, 600 моряков попало в плен. Среди погибших были Л. Кройц и адмирал К. Угла. Союзники не потеряли ни одного судна, хотя многие корабли имели значительные повреждения. 
Война на суше

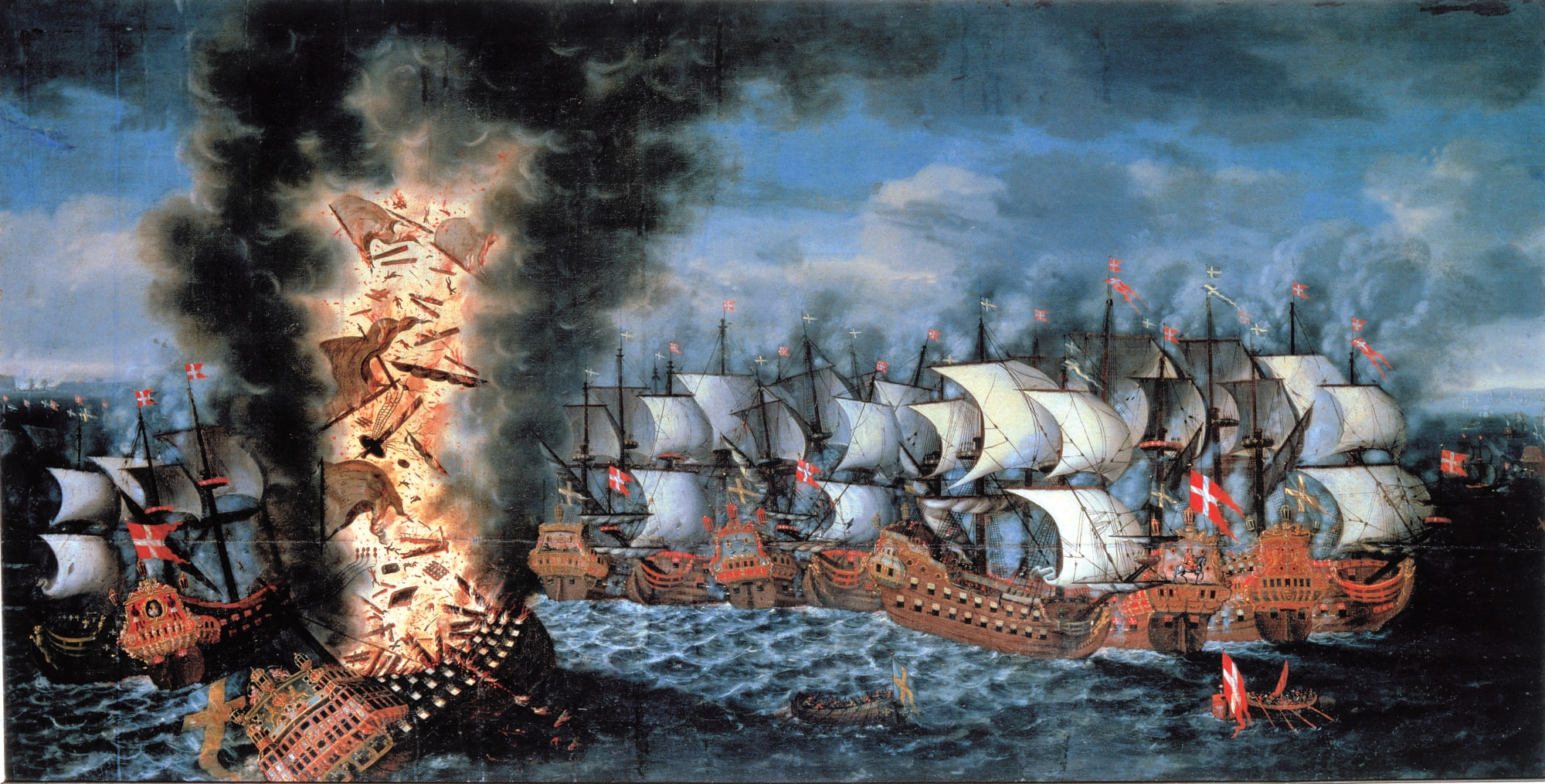
Сражение у Эланда (1676). Claus Møinichen

В конце апреля датчане оккупировали Готланд, а 27 июня высадились возле Истада и вскоре захватили его. Однако основной десант в 15 тыс. человек был высажен возле Роо (Råå). Шведские войска начали отступать к Кристианстаду. Перед датчанами пали Хельсингборг, Энгельхольм и крепость Чернан. Вскоре капитулировала Ландскруна. 10 августа датчане осадили Кристианстад, который был взят штурмом в ночь с 14 на 15 августа.
Одновременно с наступлением главных сил датчан на Кристианстад на соединение с Гюлленлёве через Халланд двигался трёхтысячный отряд генерал-майора Джекоба Дункана.
17 августа произошло первое в войне сражение на суше, Сражение при Хальмстаде. Шведская армия, вдвое превосходящая по численности датскую, атаковала датчан у Фюллебру и нанесла им поражение. 1500 датчан попали в плен, в том числе и Д. Дункан. Потери шведов были незначительными.
Главные силы датчан в конце сентября встали на зимние квартиры в северном Сконе. Шведский же король, собрав армию в 12 тыс. человек, двинулся на Хельсингборг. Возле Хюллингского моста шведы столкнулись с колонной больных и раненых датчан в количестве 300 человек, большая часть из которых была ими перебита.
Узнав о шведских передвижениях, датчане выдвинулись им навстречу. 4 декабря армии Карла XI (ок. 8 тыс. человек) и Кристиана V (ок. 13 тыс. человек) сошлись в кровопролитном сражении при Лунде, в ходе которого датчане были разбиты. По некоторым данным, в битве пало 3 тыс. шведов и 6,5 тыс. датчан.
15 декабря шведский король штурмом овладел Хельсингборгом.

### 1677 год
Война на море
Шведский адмирал Эрик Шёблад, получивший приказ помешать перевозке сосредоточенных в Голштинии войск епископа Мюнстерского, в 20-х числах мая дрейфовал около Нюборга. Узнав об этом, Нильс Юль вывел свою эскадру в море.
31 мая флоты встретились неподалёку от о. Лолланн. В ожесточённом бою, закончившемся утром 1 июня, шведы потерпели поражение, потеряв 5 линейных кораблей и 3 малых судна. Датчане взяли в плен 1600 шведов, в том числе и адмирала Шёблада.
После пленения Шёблада командовать флотом был назначен фельдмаршал Хенрик Горн. В середине июня он вышел в море, имея задачей уничтожение датского флота до прихода ему на помощь голландской эскадры.
1—2 июля между датским и шведским флотами произошло сражение у бухты Кёге, закончившееся полным поражением шведов. Их потери составили 10 линейных кораблей, 3 брандера и 10 небольших судов. В плен попало 2 адмирала, 70 офицеров и 3 тыс. матросов. Датский флот не потерял ни одного корабля.
Война на суше
В марте 1677 года датская армия получила значительные подкрепления.
В середине мая шведский король с армией в 5 тыс. человек расположился возле Ландскруны, в которой находилось 12 тыс. датчан. 27 мая датская армия выстроилась в боевой порядок, однако шведы решили не принимать бой и под покровом ночи отошли к Кристианстаду.
В начале июня датская армия осадила Мальмё. В ночь с 25 на 26 июня датчане предприняли попытку штурма, однако были отброшены и 5 июля, сняв осаду, отошли к Ландскруне, куда вскоре с десятитысячной армией подошёл Карл XI.
Датская армия, насчитывавшая 12 тыс. человек, заняла позиции в 12 км от города. 14 июля между противниками произошло сражение, победа в котором досталась шведам. Они потеряли 1 тыс. человек убитыми и такое же число ранеными. Потери датчан составили 2,5 тыс. Уцелевшие отряды датчан отошли в Ландскруну.

### 1678—1679 годы
Война на море
В начале года датский флот оставался в Зунде, ожидая появления французской эскадры, которая по замыслам Людовика XIV должна была прийти на помощь шведам.
Поскольку французская экспедиция на Балтику не состоялась, датский флот вновь начал операции против шведов. 20 июня эскадра Н. Юля подошла к Кальмару, однако ему не удалось выманить шведский флот из гавани. Чтобы запереть выход с юга, датчане затопили посередине фарватера старый линейный корабль, после чего шведский флот был лишён возможности действовать, и морская война совсем затихла.
Война на суше
В мае шведы начали осаду Кристианстада. Однако датчане, получив подкрепления, вновь предприняли наступательные действия и 28 июня заняли Хельсингборг. В конце июля Кристиан V попытался прийти на помощь осаждённому Кристианстаду, но эта попытка не увенчалась успехом, и 4 августа город капитулировал. Датская армия отошла к Ландскруне и Хельсингборгу.
В этом же году войска курфюшества Бранденбург овладели шведской крепостью Штральзунд.

## Снаппхане
После высадки датской армии в Сконе в этой провинции против шведов развернулось активное партизанское движение. Участников партизанских отрядов шведы презрительно прозвали «снаппхане», то есть мародёры.
Их действия сильно досаждали шведской армии. Так, летом 1676 года отряд из 200 крестьян совместно с горсткой датских солдат сумел захватить шведскую полевую кассу, в которой оказалось медных плат на сумму 50 тыс. риксдалеров. Однако обычно их действия ограничивались нападением на фуражиров и дозорных.
Шведы пытались суровыми методами подавить движение, однако безуспешно. В 1676—1677 годах ими было издано несколько плакатов, в которых они угрожали населению жестокими карами за помощь снаппхане. В частности, за малейшую рану, нанесённую лицу, состоящему на службе короля, приход, в котором это произошло, был обязан выплатить 1 тыс. риксдалеров, а каждый третий житель прихода должен был быть казнён.
Поскольку данные меры успеха не приносили, шведы изменили тактику и попытались вбить клин между снаппхане и крестьянами. В начале 1677 года шведы начали принуждать всё мужское население к принесению клятвы верности. Впрочем, если мирные уговоры не действовали, они вновь прибегали к старым методам.

## Мирные переговоры

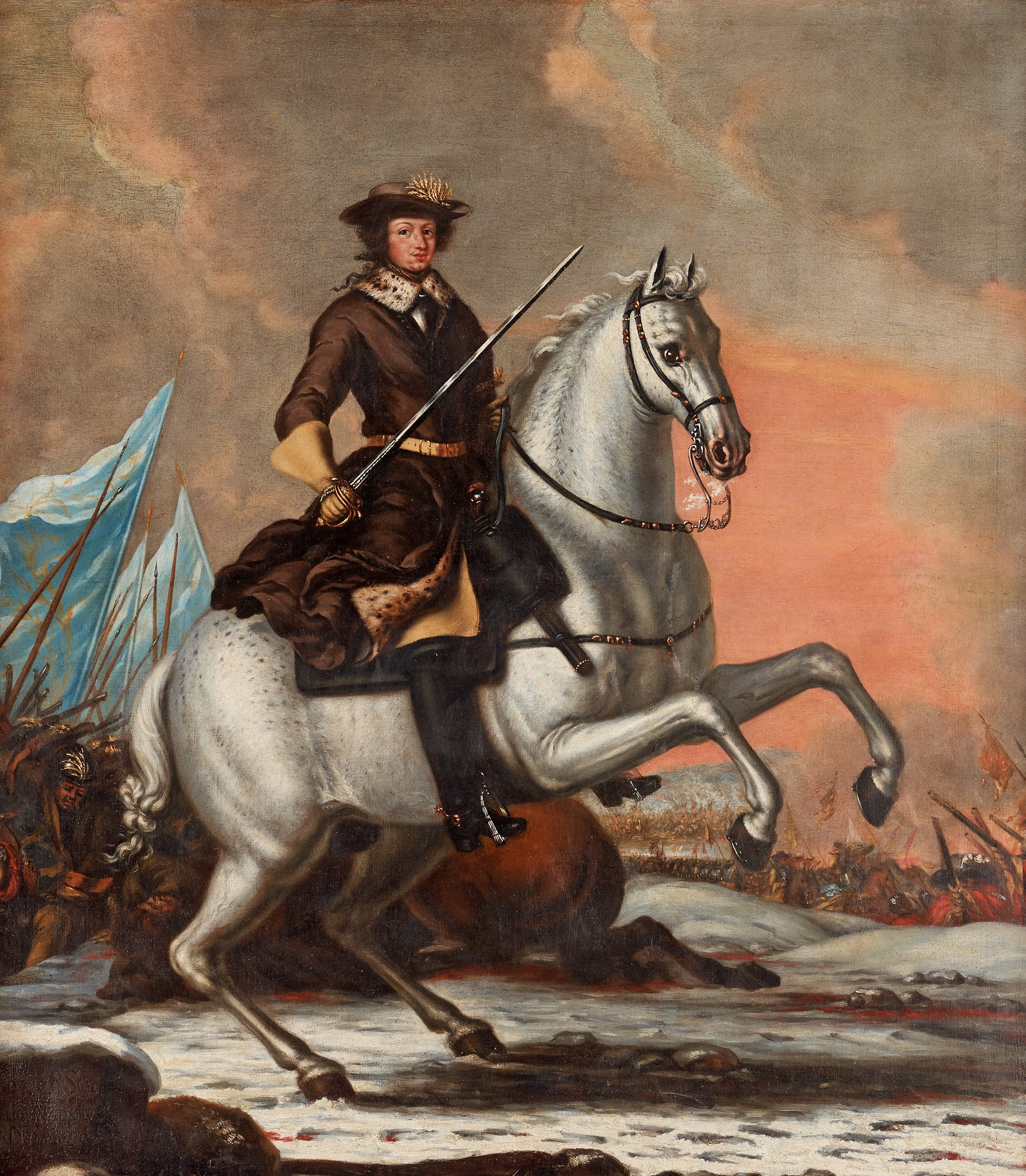
Карл XI в битве при Лунде (1676). Д.Клёкер-Эренштраль

В конце июня 1679 года в Лунде начались прямые датско-шведские переговоры о мире. Тогда же был заключён мирный договор между Францией и Бранденбургом.
Почти одновременно с этим французская армия вступила в Ольденбург. Кристиан V спешно 23 августа 1679 года заключил с французами мир в Фонтенбло, по которому Дания была вынуждена подтвердить условия Роскилльского и Копенгагенского мирных договоров.
26 сентября Дания и Швеция заключили Лундский мир, повторявший условия мирного договора, заключённого в Фонтенбло. Помимо мирного договора, в Лунде был заключён целый ряд других трактатов: договор об оборонительном союзе, торговый договор, договор о браке между сестрой Кристиана V Ульрикой Элеонорой и Карлом XI, а также секретные статьи, в которых договаривающиеся стороны обязались не вступать в союзы с третьими державами без предварительных переговоров между собой.

## Итоги войны
Между Данией и Швецией был сохранён статус-кво.